# Гипоталамо-гипофизарно-гонадная ось
Гипоталамо-гипофизарно-гонадная ось — эндокринный комплекс, включающий в себя гипоталамус, гипофиз и гонадные железы — яичники у женщин и яички у мужчин. Ось регулирует репродуктивную и иммунную системы, контролирует развитие, размножение и старение. Колебания в этой оси вызывают изменения гормонов, вырабатываемых каждой железой.
Гонадотропин-рилизинг гормон (ГнРГ) выделяется из гипоталамуса из GnRH-экспрессирующих нейронов. Передняя часть гипофиза вырабатывает лютеинизирующий гормон (ЛГ) и фолликулостимулирующий гормон (ФСГ), а яичники (гонады) вырабатывают эстроген и тестостерон. 
Регулирование репродукции производится путем контроля циклов матки и яичников. У женщин положительная обратная связь между эстрогеном и лютеинизирующим гормоном помогает подготовить фолликул в яичнике и матке к овуляции и имплантации.
Когда яйцеклетка высвобождается, пустой фолликулярный мешок начинает вырабатывать прогестерон для ингибирования (подавления) гипоталамуса и передней доли гипофиза, таким образом останавливая петлю положительной обратной связи Эстроген-ЛГ.
Если происходит зачатие, плацента принимает на себя секрецию прогестерона; поэтому мать не может овулировать снова. Если зачатие не происходит, уменьшение выведения прогестерона позволяет гипоталамусу возобновить секрецию ГнРГ.
Ось обеспечивает контроль менструального цикла, вызывающий фазу пролиферации при подготовке к овуляции, секреторную фазу после овуляции и менструацию, когда зачатие не происходит. 
При рождении уровни ФСГ и ЛГ повышены, и у женщин также есть запас первичных ооцитов в течение жизни. В период полового созревания Гипоталамо-гипофизарно-гонадная (овариальная/яичниковая) Ось активируется выделениями эстрогена из яичников или тестостерона из яичек. Эта активация эстрогена и тестостерона вызывает физиологические и психологические изменения. После активации ось HPG продолжает функционировать у мужчин до конца жизни, но у женщин становится нерегулируемой, что приводит к менопаузе, Эта дерегуляция вызвана главным образом отсутствием ооцитов, которые обычно производят эстроген, чтобы создать петлю положительной обратной связи. В течение нескольких лет активность Оси уменьшается и женщины перестают быть фертильными. 
Хотя самцы остаются фертильными до смерти, активность Оси по выработке тестостерона с возрастом сильно снижается.
Работа Оси может быть подавлена гормональными противозачаточными таблетками, которые предотвращают беременность путем имитации состояния беременности, имитируя лютеиновую фазу женского цикла. Это синтетические прогестины, которые имитируют натуральный прогестерон. Синтетические прогестины предотвращают высвобождение GnRH в гипоталамусе и производство ЛГ и ФСГ гипофизом, предотвращая вступление яичников в менструальную фазу, развитие фолликулов и овуляцию. Ось также может быть подавлена препаратами антагонистами GnRH (Цетротид), которые противодействуют не дают рецепторам гонадотропин-рилизинг-гормона (ГнРГ) связывается с самим гонадотропин-рилизинг-гормоном.
Ось также подавляется введением агонистов Гонадотропин-рилизинг-гормона (Лейпрорелин, Люкрин, Люпрон), которые используются для подавления яичников и овуляции:
Подавление яичников Люкрином используется при лечении рака молочной железы, чтобы предотвратить образование в организме эстрогена, который может стимулировать клетки рака молочной железы. Подавление Овуляции Люкрином используется как часть контролируемой гиперстимуляции яичников при ЭКО, для того, чтобы предотвратить самопроизвольную овуляцию фолликулов яичника до назначенной на определённое время пункции.